# House of Gold & Bones Part 1
House of Gold & Bones Part 1 è il quarto album in studio del gruppo musicale statunitense Stone Sour, pubblicato il 22 ottobre 2012 nel Regno Unito e il giorno successivo negli Stati Uniti d'America dalla Roadrunner Records.

## Descrizione
Si tratta della prima parte di un doppio concept album: infatti è stato registrato simultaneamente con House of Gold & Bones Part 2, pubblicato il 9 aprile dell'anno successivo. La storia ruota attorno a un ragazzo chiamato l'Umano che deve affrontare la scelta di rimanere un adolescente o di diventare un adulto.
Gli Stone Sour iniziarono a realizzare l'album a marzo e il frontman Corey Taylor affermò che House of Gold & Bones sarebbe stato un concept album diviso in due parti, cosa confermata anche dai restanti membri. Taylor descrisse inoltre che musicalmente l'album sarebbe stato simile tra un'unione dell'album dei Pink Floyd The Wall con quello degli Alice in Chains Dirt. Successivamente fu rivelato che il bassista Shawn Economaki aveva abbandonato il gruppo e che le parti di basso sarebbero state curate da Rachel Bolan degli Skid Row.

### Singoli
Il 24 agosto il gruppo ha pubblicato per il download digitale il primo singolo estratto dall'album, ovvero il doppio singolo Gone Sovereign/Absolute Zero. Il 17 dicembre è stato pubblicato a livello promozionale il brano RU486, mentre il 14 agosto 2013 è stato pubblicato un videoclip per il brano Tired.

## Tracce
Testi e musiche degli Stone Sour.
1. Gone Sovereign – 4:03
2. Absolute Zero – 3:49
3. A Rumor of Skin – 4:11
4. The Travelers, Pt. 1 – 2:26
5. Tired – 4:11
6. RU486 – 4:22
7. My Name Is Allen – 4:18
8. Taciturn – 5:25
9. Influence of a Drowsy God – 4:29
10. The Travelers, Pt. 2 – 3:01
11. Last of the Real – 3:01

Traccia bonus nell'edizione giapponese
1. Gallows Humor (Rough Demo) – 3:30

## Formazione
Gruppo
- Corey Taylor − voce, pianoforte (traccia 10)
- James Root − chitarra
- Josh Rand − chitarra
- Roy Mayorga − batteria, sintetizzatore (tracce 1, 2, 8 e 9)

Altri musicisti
- Rachel Bolan − basso
- Kevin Fox − arrangiamento strumenti ad arco e violoncello (tracce 4 e 5)
- Karen Graves − primo violino (tracce 4 e 5)
- Kate Unrau − secondo violino (tracce 4 e 5)
- Anna Redekop − viola (tracce 4 e 5)
- The HoGaB Numbers − voci gang
- Ty Reveen − voce di Reveen the Impossibilist (traccia 6)

Produzione
- David Bottrill − produzione, montaggio digitale
- Michael Phillips − ingegneria del suono, montaggio digitale
- Ryan Martin − assistenza tecnica
- Jay Ruston − missaggio
- James Ingram − assistenza missaggio
- Paul Logus − mastering

## Classifiche
| Classifica (2012)          | Posizione massima |
| -------------------------- | ----------------- |
| Australia                  | 13                |
| Austria                    | 4                 |
| Belgio (Fiandre)           | 36                |
| Belgio (Vallonia)          | 44                |
| Canada                     | 9                 |
| Finlandia                  | 10                |
| Francia                    | 58                |
| Germania                   | 7                 |
| Italia                     | 75                |
| Nuova Zelanda              | 12                |
| Paesi Bassi                | 30                |
| Regno Unito                | 13                |
| Regno Unito (rock & metal) | 1                 |
| Stati Uniti                | 7                 |
| Stati Uniti (alternative)  | 2                 |
| Stati Uniti (hard rock)    | 1                 |
| Stati Uniti (rock)         | 3                 |
| Stati Uniti (tastemaker)   | 7                 |
| Svezia                     | 12                |
| Svizzera                   | 8                 |